# David Greenglass
David Greenglass (2 de marzo de 1922 - 1 de julio de 2014) fue un maquinista estadounidense y espía atómico de la Unión Soviética que trabajó en el Proyecto Manhattan. Estuvo destinado brevemente en las instalaciones de enriquecimiento de uranio de Clinton Engineer Works en Oak Ridge, Tennessee, y luego trabajó en el Laboratorio de Los Álamos en Nuevo México desde agosto de 1944 hasta febrero de 1946.
Proporcionó testimonio que ayudó a condenar a su hermana y a su cuñado Ethel y Julius Rosenberg, quienes fueron ejecutados por su actividad de espionaje. Greenglass cumplió nueve años y medio de prisión.

## Primeros años y carrera

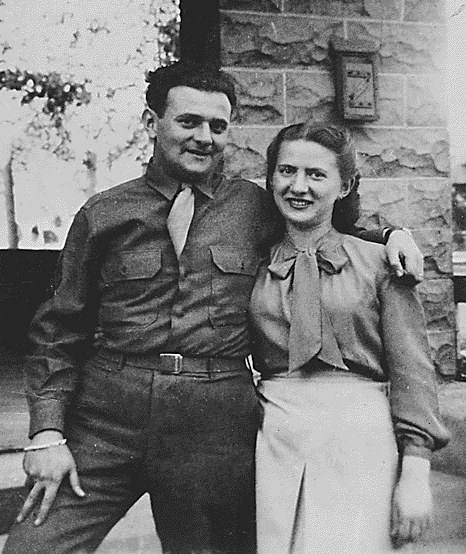
David y Ruth Greenglass

Greenglass nació en 1922 en el Lower East Side de Manhattan en la ciudad de Nueva York. Sus padres, Barnet Greenglass y Theresa "Tessie" Feit, eran inmigrantes judíos de Rusia y Austria, respectivamente. Asistió a la escuela secundaria Haaren y se graduó en 1940. Asistió al Instituto Politécnico de Brooklyn pero no se graduó.
Greenglass se casó con Ruth Printz en 1942, cuando tenía 18 años. Los dos se unieron a la Liga de Jóvenes Comunistas poco antes de que Greenglass ingresara al Ejército de los EE. UU. en abril de 1943. Tuvieron un hijo y una hija. Trabajó como maquinista en Fort Ord, California, y luego en Misisipi Ordnance Plant en Jackson, Misisipi. En julio de 1944, Greenglass fue asignado al Proyecto Manhattan, el proyecto de guerra para desarrollar las primeras armas atómicas. Primero estuvo destinado en las instalaciones de enriquecimiento de uranio de Clinton Engineer Works en Oak Ridge, Tennessee, pero estuvo allí menos de dos semanas. En agosto de 1944 fue enviado al Laboratorio de Los Álamos en Nuevo México. Para pasar su autorización de seguridad, ocultó u omitió detalles de sus asociaciones comunistas e hizo que sus amigos escribieran referencias elogiosas.
Julius Rosenberg, que se había casado con la hermana de Greenglass, Ethel, en 1939, se había convertido en agente de la Unión Soviética (URSS), trabajando para Alexander Feklisov. En septiembre de 1944, Feklisov le sugirió a Rosenberg que debería considerar reclutar a su cuñado y a su esposa. El 21 de septiembre de 1944, Feklisov informó a Moscú: "Son personas jóvenes, inteligentes, capaces y políticamente desarrolladas, que creen firmemente en la causa del comunismo y desean hacer todo lo posible para ayudar a nuestro país tanto como sea posible. Sin duda, son devotos a nosotros". David le escribió a su esposa, Ruth: "Querida mía, ciertamente me alegrará ser parte del proyecto comunitario [espionaje] que Julius y sus amigos [los soviéticos] tienen en mente".
Después de que Julius Rosenberg recomendara a su cuñada Ruth Greenglass a sus superiores de la NKVD para usar su apartamento como casa segura para la fotografía, la NKVD se percató de que David estaba trabajando en el Proyecto Manhattan. Luego fue reclutado para el espionaje soviético por Ruth a instancias de Rosenberg en noviembre de 1944. Greenglass comenzó a pasar secretos nucleares a la URSS a través del mensajero Harry Gold, y más directamente con un funcionario soviético en la ciudad de Nueva York.
Según los mensajes interceptados en el marco del proyecto Venona y descifrados por la Agencia de Seguridad Nacional entre 1944 y algún momento de la década de 1970, Greenglass y su esposa Ruth recibieron nombres en clave. David recibió el nombre en código "KALIBR" (cirílico : Калибр, "calibre") y Ruth "OSA" (cirílico: оса, "avispa").
Greenglass rechazó las solicitudes del Laboratorio de Los Álamos (y de Rosenberg) para trabajar en las pruebas nucleares de la Operación Crossroads en el atolón de Bikini porque quería estar con Ruth. Fue dado de baja honorablemente del ejército el 29 de febrero de 1946 y regresó a Manhattan, donde, con su hermano Bernie y Julius Rosenberg, dirigió un pequeño taller mecánico conocido como G & R Engineering.
El 14 de febrero de 1950, Ruth, que estaba embarazada de su segundo hijo, se acercó demasiado al calentador de gas en su apartamento del Lower East Side y su camisón se incendió. Greenglass extinguió el fuego, pero ella sufrió quemaduras graves. La llevaron al Hospital Gouverneur para injertos de piel. Sufrió quemaduras de segundo grado en la mano derecha. 
Ya sabía que las agencias de inteligencia británicas y estadounidenses habían descubierto que un físico teórico de Los Álamos, Klaus Fuchs, había espiado para la URSS durante la guerra.A través de la confesión de Fuchs, descubrieron que uno de sus contactos estadounidenses había sido un hombre llamado Harry Gold de Brooklyn, Nueva York. Gold había pasado la información de Fuchs a un agente soviético, desempeñando el papel de mensajero, y Anatoli Yakovlev luego pasaría la información a sus controladores en la URSS. A través de Gold, el rastro del FBI condujo a Greenglass y los Rosenberg, quienes supuestamente también habían utilizado a Gold como mensajero. Cuando Fuchs fue capturado por primera vez, Julius supuestamente les dio a los Greenglass $5.000 para financiar su fuga a México. En cambio, fueron a Catskills y usaron el dinero para buscar asesoramiento legal.

## Proceso y secuelas
David Greenglass fue arrestado por el FBI por espionaje en junio de 1950 y rápidamente implicó a Julius Rosenberg. Negó explícitamente la participación de su hermana Ethel cuando testificó ante un gran jurado en agosto de 1950. En febrero de 1951, semanas antes del juicio, cambió su testimonio para afirmar que Ethel había escrito a máquina sus notas. Testificó contra su hermana y su esposo en la corte en 1951 como parte de un acuerdo de inmunidad. A cambio de ese testimonio, el gobierno permitió que Ruth se quedara con sus dos hijos. Fue nombrada co-conspiradora, pero nunca fue acusada. Greenglass le dijo a la corte: "Tenía una especie de adoración al héroe allí con Julius Rosenberg y no quería que mi héroe fracasara"..."
Durante el testimonio posterior en 1951, Greenglass relató en detalle los secretos que transmitió a la Unión Soviética. Atribuyó falsamente a Julius pasar el dibujo de la sección transversal de la bomba atómica a los soviéticos y también reconoció haber pasado otros bocetos a Gold. Describió su trabajo en los moldes en los que se vertió el componente de las lentes explosivas de las bombas Fat Man utilizadas para la prueba Trinity y en el bombardeo de Nagasaki. Al principio, esto fue un asunto difícil para la fiscalía, que quería que Greenglass testificara en audiencia pública sobre los secretos que había revelado, algo que, por definición, dejaría de ser "secreto".

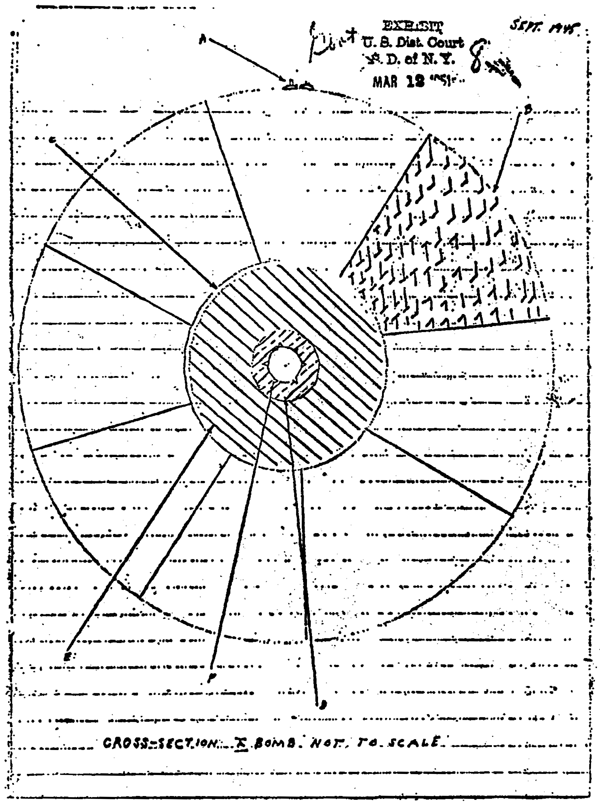
Bosquejo de Greenglass de un arma nuclear de implosión, que ilustra lo que le dio a Ethel y Julius Rosenberg para que se lo pasaran a la Unión Soviética.

La Comisión de Energía Atómica decidió que el concepto de implosión podría desclasificarse para el juicio y limitó toda la discusión a las armas utilizadas en la Segunda Guerra Mundial (por temor a que Greenglass hubiera visto prototipos de futuras armas mientras estaba en Los Álamos). Como resultado de una moción sorpresiva de la defensa de que se incautaran todos los testimonios sobre el supuesto "secreto de la bomba atómica", el juez federal Irving Kaufman al principio hizo que todos los espectadores y reporteros abandonaran la sala cuando Greenglass comenzó a testificar sobre sus "secretos".
Diez minutos después, el juez Kaufman invitó a los reporteros a regresar y les pidió que fueran discretos en sus informes sobre el testimonio de Greenglass. El abogado defensor de los Rosenberg, Emanuel H. Bloch, intentó convencer al jurado de que sus clientes estaban preocupados por cuestiones de seguridad nacional, pero fracasó. El testimonio de Greenglass, que luego se consideró crudo y, en palabras de muchos científicos que lo examinaron, "sin valor", permaneció sellado hasta 1966. También testificó que Rosenberg había robado y entregado a los soviéticos una espoleta de proximidad.
Aleksander Feklisov, sin embargo, también afirmó que Julius Rosenberg le proporcionó una espoleta de proximidad completa, lo que corroboraría al menos esta parte del testimonio de Greenglass. Durante el juicio, Bloch afirmó que Greenglass quería vengarse por el fracaso comercial del taller mecánico. Bloch intentó desacreditar el carácter y el testimonio de Greenglass. En la audiencia de sentencia de Greenglass, su abogado O. John Rogge le dijo repetidamente a la corte que su cliente merecía "una palmadita en la espalda" por su testimonio y argumentó que una sentencia leve, no más de cinco años, alentaría a otros a seguir su ejemplo. Greenglass fue condenado a 15 años de prisión. Fue liberado después de nueve años y medio y se reunió con su esposa.
En marzo de 1953, tres meses antes de las ejecuciones de los Rosenberg, escribió una carta para que su abogado se la entregara al presidente Eisenhower pidiendo que sus sentencias fueran conmutadas en penas de prisión para que tuvieran la oportunidad de confesar. Escribió: "si estos dos mueren, viviré el resto de mi vida con una sombra muy oscura en mi conciencia". Describió su propio testimonio como "un acto de contrición por el mal que le había hecho a mi país, a mi familia y a mí mismo" y explicó cómo ahora veía sus consecuencias: "Aquí tuve que tomar la decisión de lastimar a alguien querido para mí, y lo tomé deliberadamente. No podía creer que este sería el resultado. Que Dios en su misericordia cambie esa terrible sentencia.”  Ese mismo mes admitió que había robado unas pocas onzas de uranio-238 de un laboratorio de bombas en Los Álamos años antes y lo había arrojado al East River en 1950, después de que en un principio había negado haberlo hecho.

## Vida posterior
Después de su liberación en 1960, Greenglass y su familia vivieron en la ciudad de Nueva York con un nombre falso. Durante algunos años vivieron en la calle 228 en Laurelton, Queens, Nueva York. En 1996, Greenglass se retractó de su testimonio bajo juramento en una entrevista con el reportero de The New York Times Sam Roberts y declaró que había mentido bajo juramento sobre el alcance de la participación de su hermana en el complot de espionaje para proteger a su esposa. En el juicio, Greenglass testificó que Ethel Rosenberg mecanografió sus notas para dárselas a los soviéticos. Sin embargo, en la entrevista de Roberts, afirmó: "Francamente, creo que mi esposa mecanografió, pero no recuerdo... Mi esposa es más importante para mí que mi hermana. O mi madre o mi padre, ¿de acuerdo? Y ella fue la madre de mis hijos.”  Cuando Roberts le preguntó a Greenglass si hubiera hecho algo diferente, respondió: "Nunca".
El papel de Ethel Rosenberg en la red de espionaje de su marido sigue siendo motivo de controversia.
En 2008, cuando un grupo de historiadores académicos solicitó la publicación de las transcripciones de los procedimientos del gran jurado que acusaron a los Rosenberg, Greenglass se opuso a la publicación de su testimonio por parte del gobierno. El juez federal de distrito Alvin Hellerstein se negó a ordenar la publicación del testimonio de Greenglass y otros testigos sobrevivientes que negaron su consentimiento o no pudieron ser localizados.
El testimonio del gran jurado finalmente se publicó en julio de 2015. Greenglass nunca mencionó la participación de su hermana en la entrega de secretos atómicos a los soviéticos por parte de Rosenberg.
Su esposa murió el 7 de abril de 2008. David Greenglass murió el 1 de julio de 2014. Su muerte no fue anunciada públicamente por su familia y solo se descubrió el 14 de octubre de 2014, cuando The New York Times llamó al hogar de ancianos donde había estado viviendo con un nombre falso.

## Otras lecturas
- Hornblum, Allen M. (2010). The Invisible Harry Gold: the Man who gave the Soviets the Atom Bomb. New Haven: Yale University Press. ISBN 978-0-300-15676-8.
- Lamphere, Robert; Shachtman, Tom (1986). The FBI-KGB War. New York: Random House. ISBN 978-0-394-54151-8.
- Roberts, Sam (2001). The Brother: The Untold Story of the Rosenberg Case. New York: Random House. ISBN 0-375-76124-1.
- Trahair, Richard C.S.; Miller, Robert (2009). Encyclopedia of Cold War Espionage, Spies, and Secret Operations. New York: Enigma Books. ISBN 978-1-929631-75-9.
- Weinstein, Allen; Vassiliev, Alexander (1999). The Haunted Wood: Soviet Espionage in America—the Stalin Era. New York: Random House. ISBN 978-0-679-45724-4.